# كارل كروفورد
كارل كروفورد (بالإنجليزية: Carl Crawford) (و. 1981  م) هو لاعب كرة قاعدة"Carl Crawford Stats". مؤرشف من الأصل في 2019-04-02.، من الولايات المتحدة الأمريكية"Where should Boston Red Sox OF Carl Crawford hit? - ESPN Boston". مؤرشف من الأصل في 2013-07-03."Boston Red Sox vs. New York Yankees script hasn't changed - ESPN Boston". مؤرشف من الأصل في 2011-12-25."Game thoughts: Rays get comeback win - Dallas Texas Rangers Blog - ESPN Dallas". مؤرشف من الأصل في 2010-10-15.، ولد في هيوستن، تكساس"Carl Crawford Stats, Splits - Los Angeles Dodgers - ESPN". مؤرشف من الأصل في 2016-05-29."Carl Crawford Stats, News, Pictures, Bio, Videos - Los Angeles Dodgers - ESPN". مؤرشف من الأصل في 2016-06-03..

## التعليم
تعلم في ثانوية نورثسايد ‏.

## جوائز
حصل على جوائز منها:
- Silver Slugger Award [الإنجليزية]‏ (2010)
- جائزة القفاز الذهبي لرولينغز [الإنجليزية]‏ (2010)
- Major League Baseball All-Star [الإنجليزية]‏ (2010)
- Major League Baseball All-Star Game Most Valuable Player [الإنجليزية]‏ (2009)
- Major League Baseball All-Star [الإنجليزية]‏ (2009)
- Major League Baseball All-Star [الإنجليزية]‏ (2007)
- Major League Baseball All-Star [الإنجليزية]‏ (2004).

## روابط خارجية
- كارل كروفورد على موقع دوري كرة القاعدة الرئيسي (الإنجليزية)
- كارل كروفورد على موقعبيزبول رفرنس.كوم (الدوري الرئيسي) (الإنجليزية)
- كارل كروفورد على موقعبيزبول رفرنس.كوم (الدوري الثانوي) (الإنجليزية)
- كارل كروفورد على موقع إي إس بي إن.كوم (أم.أل.بي) (الإنجليزية)
- كارل كروفورد على موقع مشجعي الرسوم البيانية (الإنجليزية)